# Guillaume Lebrun
Guillaume Lebrun SJ (* 10. März 1674 in Paris; † 7. März 1758 ebenda) war ein französischer Ordenspriester, Altphilologe, Romanist und Lexikograf.

## Leben und Werk
Lebrun trat 1690 in den Jesuitenorden ein und wurde Präfekt und Lateinlehrer in verschiedenen Jesuitenkollegien. Er publizierte 1756 ein reichhaltiges französisch-lateinisches Wörterbuch, das bis 1770 drei Auflagen erlebte. Weitere Auflagen wurden durch die Aufhebung des Jesuitenordens 1773 verhindert.
Das Wörterbuch von Lebrun steht am Ende einer langen Reihe von französisch-lateinischen Wörterbüchern durch die Jesuiten Philibert Monet, Charles Pajot, François-Antoine Pomey, Pierre Delbrun, Jean Gaudin, Guy Tachard und Joseph Joubert.

## Werke
- Dictionnaire universel françois et latin, tiré des meilleurs auteurs, dedié à Son Altesse Royale Monseigneur le Duc de Bourgogne, Paris/Rouen 1756, 1760, 1770 (1294 Seiten)